# Klenová (Šumavské podhůří)
Klenová je hora, která se nachází 13 km západně od města Klatovy v Plzeňském kraji, asi 2 kilometry od Janovic nad Úhlavou. Na jeho vrcholku se nachází stejnojmenný hrad.

## Charakteristika
Vrch o nadmořské výšce 548 metrů spadá geomorfologicky do celku Šumavské podhůří, podcelku Strážovská vrchovina, okrsku Neznašovská vrchovina, podokrsku Lukavická vrchovina a do její Týnecké části.